# Amaretto (biscotto)

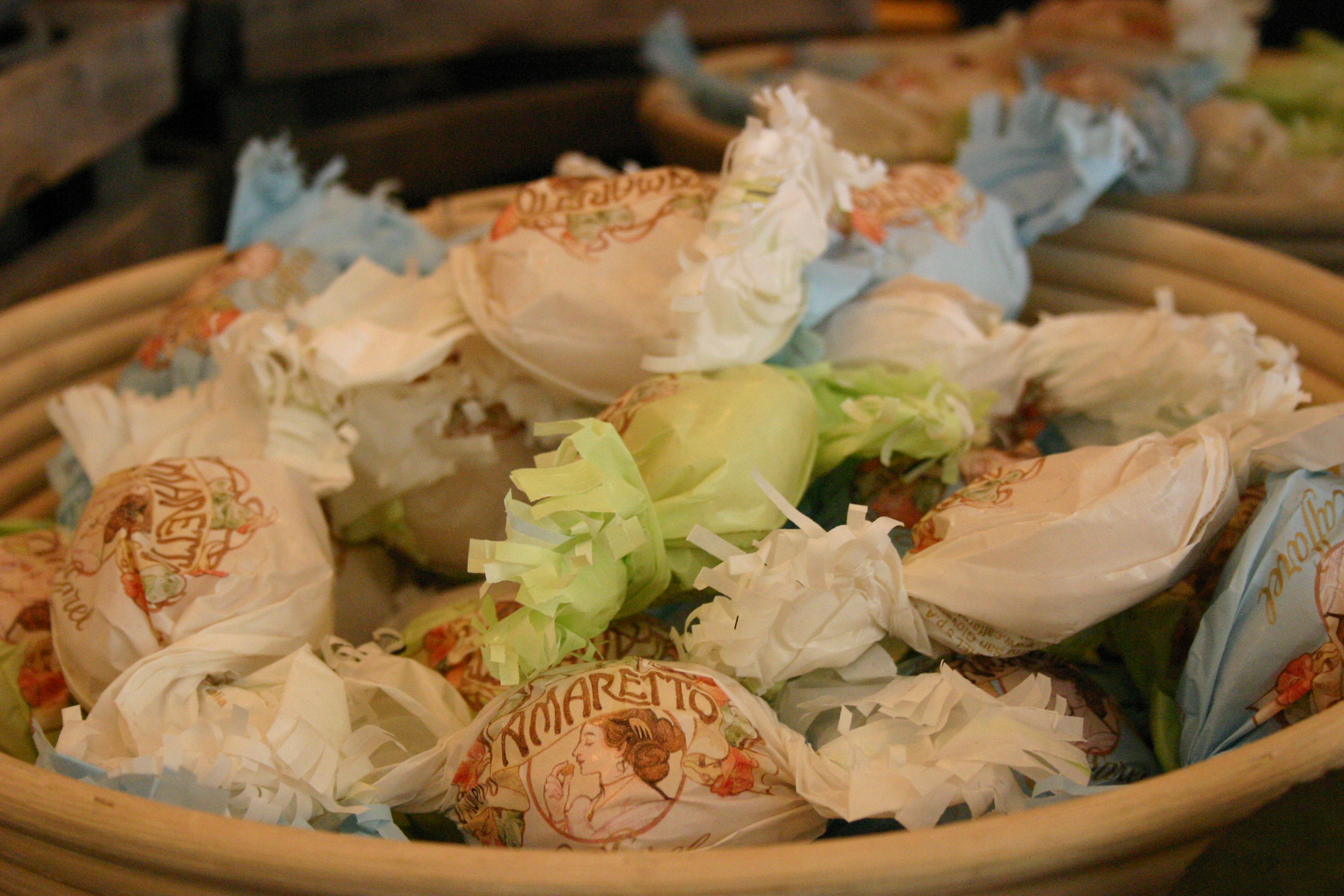
Avviluppati nelle caratteristiche cartine

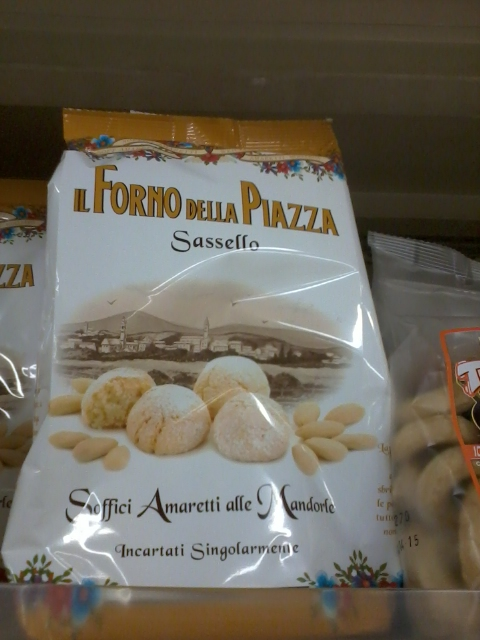
Amaretti alle mandorle di Sassello

L'amaretto è un biscotto di pasticceria diffuso in tutte le regioni d'Italia.

## Origini
Nati in Italia nel Medioevo, verso la fine del XIII secolo si sono diffusi nei paesi arabi e, durante il rinascimento, in tutta Europa. Oltre alla produzione italiana, in particolare quella di amaretti fatti con mandorle amare di Sardegna e quella lombarda, vanta grandi tradizioni quella francese, soprattutto in Lorena e nei Paesi Baschi.

## L'amaretto di pasticceria
Con il termine amaretto si intende un tipo di pasticcino a base di pasta di mandorle, fatto con zucchero, bianco d'uovo, mandorle dolci e mandorle amare e armelline.

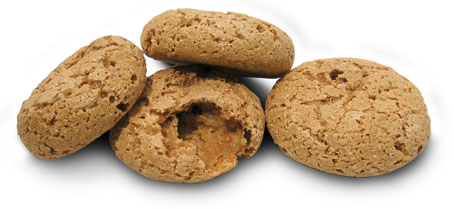
Amaretto di Saronno o Amaretto secco

Di questo dolce esistono principalmente due versioni: l'amaretto tipo Saronno, croccante e friabile, e l'amaretto tipo Sassello, morbido e più simile al marzapane. Entrambi hanno forma tondeggiante, come una piccola calotta, e la superficie screpolata.

### Amaretto di Saronno
L'amaretto di Saronno è usato molto in alcuni dolci tradizionali, quali le pesche ripiene alla piemontese, il bonet e alcuni tipi di tiramisù.
L'amaretto croccante ha struttura interna alveolare. Ingredienti principali sono: zucchero, mandorle dolci, mandorle amare, bianco d'uovo di gallina, ma possono venire aggiunti aromi, miele, latte, lievito e, specie nella produzione industriale, conservanti.

### Amaretto di Sassello
Ormai diffuso in tutta Italia, deve il suo nome al comune di Sassello. È infatti originario dell'entroterra di Savona e del basso Piemonte, dove nacque nel XIX secolo con la stessa ricetta usata ancora oggi, basata su zucchero, mandorle dolci pelate, albume d'uovo e armelline amare.

## Diffusione e varianti
Gli amaretti di pasticceria sono diffusi praticamente in tutte le regioni d'Italia, solitamente nella versione tradizionale croccante, e sono vicini a moltissimi altri dolci a base di pasta di mandorle come la pasta reale e la frutta martorana. Tra le regioni più importanti possiamo citare la Liguria, nella zona del Sassello e nel basso Piemonte (dove compaiono in versione morbida e secca a Gavi, a Voltaggio, Oviglio e soprattutto a Mombaruzzo). In Piemonte, in particolare hanno dato origine ad alcune varianti a base di nocciole (nocciolini di Chivasso, Brut e bun).
In Emilia-Romagna troviamo l'amaretto di Modena che viene prodotto con mandorle dolci e amare; friabile all'esterno, si presenta morbido all'interno. Uno dei prodotti tipici della Lombardia è il Nocciolino di Canzo, biscotto simile all'amaretto ma a base di nocciole e altri aromi, di formato più piccolo. Un altro prodotto interessante è l'amaretto di Gallarate a base di mandorle dolci ed armelline. Famoso in tutto il mondo è l'amaretto di Saronno, prodotto dall'azienda Lazzaroni. Varianti di amaretti sono prodotte anche nel Lazio (amaretti di Guarcino, Paste reali di Alvito), in Toscana (amaretti e Ricciarelli), in Sardegna (Amarettos e Sospiros, caratterizzate da mandorle locali, incluse le amare di Baressa) e in Sicilia (pasti di mennula, dove le mandorle compaiono in moltissimi dolci e liquori).
Gli amaretti compaiono come ingrediente in molte ricette, solitamente dolci.
Tuttavia vengono, talvolta, mischiati anche al salato:
- in Lombardia vengono spesso usati per particolari ripieni, come nei tortelli di zucca, o sbriciolati quale sostituto del formaggio grattugiato in alcune creme di verdura;
- in Piemonte sono uno degli ingredienti dolci del Fritto misto alla piemontese, insieme alle mele e alle frittelle di semolino dolce;
- entrano nella composizione della zuppa inglese[2].

## Abbinamenti usuali
- Passito di Pantelleria.
- Malvasia delle Lipari
- L'Alta Langa spumante rosato, ha un sentore che ricorda il lievito, la crosta di pane e la vaniglia, di sapore secco, sapido ben strutturato, perciò può esser servito come spumante da dolci[3] e da dessert a tavola, ben freddo, ad una temperatura di 9 °C.
- Monferrato Chiaretto (o Ciaret): vino da dessert.